# Pakuniran (Pakuniran)
Pakuniran is een bestuurslaag in het regentschap Probolinggo van de provincie Oost-Java, Indonesië. Pakuniran telt 4995 inwoners (volkstelling 2010).